# Siemens Turbomachinery Equipment GmbH
Howden Turbo GmbH (ранее — AG Kühnle, Kopp & Kausch, Siemens Turbomachinery GmbH) — немецкая компания, производитель паровых турбин мощностью до 40 МВт, турбокомпрессоров, промышленных вентиляторов. Штаб-квартира компании расположена в городе Франкенталь (Германия), производственные площадки помимо Франкенталя — в городах Бад-Херсфельде, Цвайбрюккене, Лейпциге (Германия) и в Хельсингёре, Дания.

## История компании

Логотип AG Kühnle, Kopp & Kausch

Одно из предприятий-предшественников компании основано в 1774 году, как фабрика по производству колоколов. В 1899 году компании объединяются в Frankenthaler Kesselschmiede und Maschinenfabrik Kühnle, Kopp & Kausch Aktiengesellschaft, производящую бойлеры и вентиляторы. Компания сменила название на Aktiengesellschaft Kühnle, Kopp & Kausch (AG KK&K) в 1909 году. После Второй мировой войны компания производила турбины в том числе и для ВМС ФРГ.
В 1983 году мюнхенская компания Motoren- und Turbinenunion (MTU) приобретает контрольный пакет акций AG KK&K. В 1985 году MTU приобретает немецкий концерн Daimler-Benz AG и AG KK&K становится членом группы Daimler-Benz.
В 2007 году компания приобретена концерном Siemens AG и сменила название на Siemens Turbomachinery Equipment GmbH. В 2017 году завод с главным офисом в г. Франкенталь приобретается компанией Howden и меняет название на Howden Turbo GmbH.

## Продукция
Компания разрабатывает, производит и поставляет следующую продукцию:
- Стандартные серии паровых турбин мощностью от 45 кВт до 40000 кВт.
- Центробежные компрессоры
- Промышленные вентиляторы
- Шестерёнчатые приводы